# Моторни живац
Моторни живац или моторни нерв је нерв који се налази у централном нервном систему (ЦНС), обично кичменој мождини, који шаље моторне сигнале из ЦНС-а до мишића. Ово се разликује од моторног неурона, који укључује тело ћелије и гранање дендрита, док се нерв састоји од снопа аксона. Моторни нерви делују као еферентни нерви који преносе информације из ЦНС-а до мишића, за разлику од аферентних нерава (који се такође називају сензорни нерви), који шаљу сигнале од сензорних рецептора на периферији до ЦНС-а. Еферентни нерви се такође могу повезати са жлездама или другим органима/проблемима уместо са мишићима (и тако моторни нерви нису еквивалентни еферентним нервима). Поред тога, постоје нерви који служе и као сензорни и моторни нерви који се називају мешовити нерви.

## Структура и функција
Моторна нервна влакна преносе сигнале из ЦНС-а до периферних неурона проксималног мишићног ткива. Завршеци аксона моторних нерава инервирају скелетне и глатке мишиће, јер су у великој мери укључени у њихову контролу. Моторни нерви имају тенденцију да буду богати везикулама ацетилхолина јер моторни нерв, сноп аксона моторних нерава који испоручују моторне сигнале и сигнале за кретање и контролу мотора. Калцијумске везикуле се налазе у терминалима аксона моторних нервних снопова. Висока концентрација калцијума изван пресинаптичких моторних нерава повећава величину потенцијала крајње плоче (ЕПП).

## Заштитна ткива
Унутар моторних нерава, сваки аксон је обавијен ендонеуријумом, који је слој везивног ткива који окружује мијелински омотач. Снопови аксона се називају фасцикли, који су умотани у перинеуријум. Сви фасцикули умотани у перинеуријум су намотани заједно и омотани завршним слојем везивног ткива познатог као епинеуријум. Ова заштитна ткива штите нерве од повреда, патогена и помажу у одржавању нервне функције. Слојеви везивног ткива одржавају брзину којом нерви проводе акционе потенцијале.

## Излаз кичмене мождине
Већина моторних путева потиче из моторног кортекса мозга. Сигнали се спуштају низ мождано стабло и кичмену мождину ипсилатерално, на истој страни, и излазе из кичмене мождине на вентралном рогу кичмене мождине са обе стране. Моторни нерви комуницирају са мишићним ћелијама које инервирају преко моторних неурона када изађу из кичмене мождине.

## Неуродегенерација
Моторна неуронска дегенерација је прогресивно слабљење нервних ткива и веза у нервном систему. Мишићи почињу да слабе јер више нема моторних нерава или путева који омогућавају инервацију мишића. Болести моторних неурона могу бити вирусне, генетске или резултат фактора околине. Тачни узроци остају нејасни, међутим многи стручњаци верују да токсични фактори и фактори животне средине играју велику улогу.

## Неурорегенерација
Проблеми са неурорегенерацијом постоје због многих извора, како унутрашњих тако и спољашњих. Постоји слаба регенеративна способност нерава и нове нервне ћелије се не могу једноставно направити. Спољно окружење такође може играти улогу у регенерацији нерава. Неуралне матичне ћелије, међутим, могу да се диференцирају у много различитих типова нервних ћелија. Ово је један од начина на који нерви могу сами да се "поправе". Трансплантација ових ћелија у оштећена подручја обично доводи до тога да се ћелије диференцирају у астроците што помаже околним неуронима. Шванове ћелије имају способност регенерације, али капацитет који ове ћелије могу да поправе нервне ћелије опада како време одмиче, као и удаљеност Шванових ћелија од места оштећења.